# Weikendorf
Weikendorf ist eine Marktgemeinde mit 2068 Einwohnern (Stand 1. Jänner 2025) im Bezirk Gänserndorf in Niederösterreich.

## Geografie
Weikendorf liegt im Weinviertel in Niederösterreich. Die Fläche der Marktgemeinde umfasst 46,3 Quadratkilometer. 12,44 Prozent der Fläche sind bewaldet.

### Gemeindegliederung
Das Gemeindegebiet umfasst folgende vier Ortschaften (in Klammern Einwohnerzahl Stand 1. Jänner 2025):
- Dörfles (246)
- Stripfing (350)
- Tallesbrunn (321)
- Weikendorf (1151)

Die Gemeinde besteht aus den Katastralgemeinden Aspacherfeld, Dörfles, Stripfing, Tallesbrunn und Weikendorf.

### Nachbargemeinden
| Prottes         |                                             | Angern an der March |
| Gänserndorf     | Kompassrose, die auf Nachbargemeinden zeigt | Weiden an der March |
| Obersiebenbrunn | Untersiebenbrunn                            |                     |

## Geschichte
Nach einer gefälschten Urkunde aus dem Jahr 1074 soll Markgraf Ernst mit Zustimmung seiner Frau Swanhild († 1062) Weikendorf an das Kloster Melk gegeben haben. Dieses Wikkendorf am Gänsbach (Weidenbach) war damals ein Hof eines Adeligen, dessen Kulturland mit Knechten und Mägden bearbeitet wurde. Direkt nördlich davon errichtete Melk die 1115 genannte Kirche St. Koloman. Vielleicht bestand schon damals die Zeil am Bach mit 18 Bauernlehen, wo jeweils ein Hofacker von ca. 10 Joch anschloss. Im späten 12. Jahrhundert leitete man vom Gänsbach den Mühlbach ab und erweiterte den Ort zunächst durch 15 Bauernlehen im Norden, wodurch ein Angerdorf entstand. Diese Zeile wurde dann nach Westen erweitert. Im Melker Urbar 1289–1294 sind 38 Melker Bauernlehen verzeichnet. Etliche davon hatte das Kloster an den Kleinadel verliehen und es gab bereits erste Veränderungen. U.a. existierten bereits Fleischbänke im Ort. 1411 bekam Weikendorf Markcharakter. 1462 erlaubte der Kaiser dem Stift Melk, im klösterlichen Amtssitz ein Castellum zu errichten – so entstand das Schloss Weikendorf wohl am Standort des einstigen Althofes. Im Bereitungsbuch 1590 sind 53 Häuser eingetragen, sie entsprechen den im Franziszeischen Kataster 1821 angeführten Halblehen. Nach einem schweren Brand 1683 wurde das Pfarrzentrum barock ausgestaltet. Nun wuchs die Häuserzahl bis 1795 stürmisch auf 94 Häuser an. Die Grundherrschaft Melk bestand bis 1848.
Um 1720 erbaute Jakob Prandtauer den Pfarrhof von Weikendorf.
2019 geriet die Gemeinde österreichweit in den Schlagzeilen, nachdem einer palästinensischen 10-köpfigen Familie die Zustimmung zur Ansiedlung im Ortsteil Dörfles verweigert worden war, da sie die Voraussetzungen des Grundverkehrsgesetzes, nämlich dass der Erwerber eines Grundstücks seit mindestens zehn Jahren in Österreich einen Hauptwohnsitz haben müsse, nicht erfüllte. In einem Schreiben wies der Bürgermeister darüber hinaus auch auf die unterschiedlichen Kulturkreise der islamischen sowie der westlichen Welt hin. Ende 2019 gab der Landesverwaltungsgerichtshof der Familie Recht. Ende Juni 2020 ergab ein Feature von Ö1, dass die Familie das Haus gekauft und für drei Jahre an eine andere Familie vermietet hat.

## Kultur und Sehenswürdigkeiten

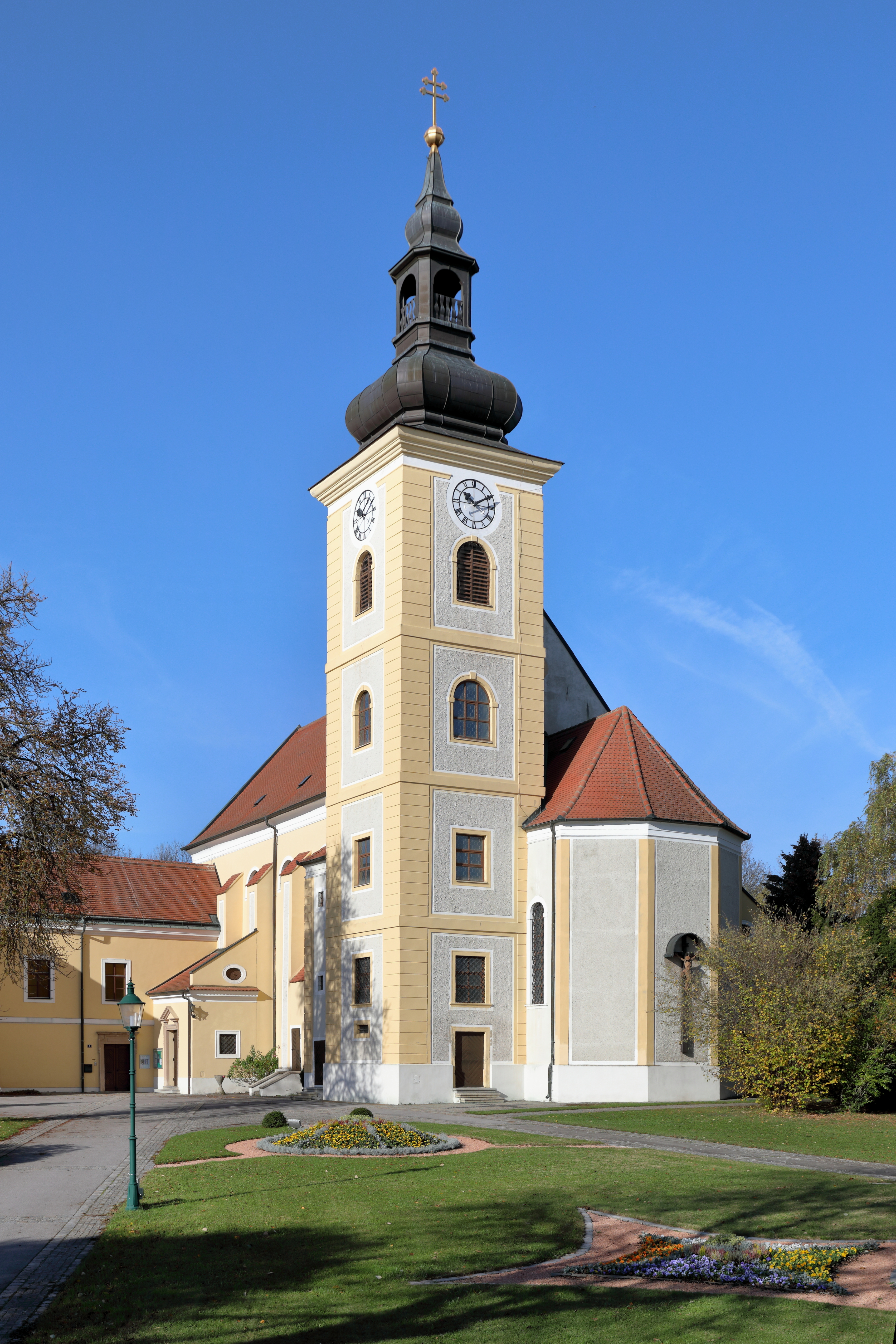
Pfarrkirche Weikendorf

- Katholische Pfarrkirche Weikendorf hl. Koloman, baulich mit dem Pfarrschloss Weikendorf verbunden
- Kunstraum Weikendorf: 2007 wurde das ehemalige Feuerwehrhaus von Michael Kienzer in einen Ausstellungsraum für zeitgenössische Kunst transformiert; ein großes Fenster zum angrenzenden Rathausplatz hin gibt den Blick frei auf die jeweilige Ausstellung – betretbar ist der Innenraum bei Eröffnungen und nach Vereinbarung. Mit Unterstützung des Landes Niederösterreich werden jedes Jahr zwei Ausstellungen organisiert, die jeweils von einem lebenden Künstler bzw. einer lebenden Künstlerin gestaltet werden. Das Besondere am Kunstraum Weikendorf ist, dass die Ausstellungen seit 2013 von einer Jury kuratiert werden, die aus Bewohnern und Bewohnerinnen von Weikendorf und Umgebung besteht. Zwischen dem Kunstraum und dem Rathaus wurde ein Veranstaltungsraum für die Gemeinde errichtet.

## Wirtschaft und Infrastruktur
Nichtlandwirtschaftliche Arbeitsstätten gab es im Jahr 2001 51, land- und forstwirtschaftliche Betriebe nach der Erhebung 1999 76. Die Zahl der Erwerbstätigen am Wohnort betrug nach der Volkszählung 2001 888. Die Erwerbsquote lag 2001 bei 45,9 Prozent.

### Öffentliche Einrichtungen
In Weikendorf befindet sich eine Volksschule.

### Verkehr
- Bahn: In der Gemeinde liegen die Haltestellen Weikendorf-Dörfles und Tallesbrunn an der Nordbahn. Die Haltestelle Weikendorf an der Bahnstrecke Gänserndorf–Marchegg wurde mit 3. Juli 2020 aufgelassen, eine weitere Haltestelle an der Strecke befand sich in Stripfing.[8]

### Sport
- SV Stripfing, bis 2024 mit Sitz in Weikendorf, nun in Deutsch-Wagram.

## Politik

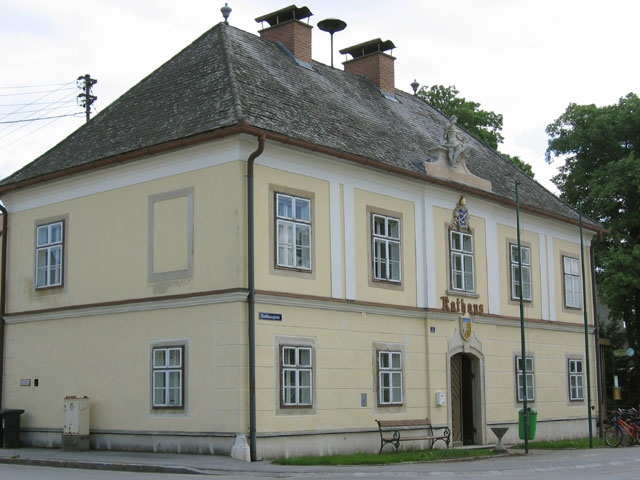
Rathaus

### Gemeinderat
Der Gemeinderat hatte 19 Mitglieder und hat 21 Mitglieder seit dem Jahr 2025.
- Nach den Gemeinderatswahlen in Niederösterreich 1990 hatte der Gemeinderat folgende Verteilung: 9 ÖVP, 7 SPÖ, 2 Sonstige und 1 FPÖ.
- Nach den Gemeinderatswahlen in Niederösterreich 1995 hatte der Gemeinderat folgende Verteilung: 9 ÖVP, 7 SPÖ und 3 FPÖ.[9]
- Nach den Gemeinderatswahlen in Niederösterreich 2000 hatte der Gemeinderat folgende Verteilung: 10 ÖVP, 7 SPÖ und 2 FPÖ.[10]
- Nach den Gemeinderatswahlen in Niederösterreich 2005 hatte der Gemeinderat folgende Verteilung: 11 ÖVP, 6 SPÖ und 2 FPÖ.[11]
- Nach den Gemeinderatswahlen in Niederösterreich 2010 hatte der Gemeinderat folgende Verteilung: 12 ÖVP, 6 SPÖ und 1 FPÖ.[12]
- Nach den Gemeinderatswahlen in Niederösterreich 2015 hatte der Gemeinderat folgende Verteilung: 13 ÖVP, 5 SPÖ und 1 FPÖ.[13]
- Nach den Gemeinderatswahlen in Niederösterreich 2020 hatte der Gemeinderat folgende Verteilung: 12 ÖVP, 4 SPÖ und 3 Grüne.[14]
- Nach den Gemeinderatswahlen in Niederösterreich 2025 hat der Gemeinderat folgende Verteilung: 11 ÖVP, 5 SPÖ, 3 GRÜNE und 2 FPÖ.[15]

### Bürgermeister
- seit ? Johann Zimmermann (ÖVP)

### Wappen
In einem goldenen mit einem blauen Schildeshaupt versehenen Schild ein silberner nach links schreitender Engel, der ein quer durch den Schild reichendes Kornfeld aberntet.
Wappenverleihung: 11. Juni 1967

## Persönlichkeiten

### Ehrenbürger der Gemeinde
- 2019: Wolfgang Sobotka (* 1956), Politiker (ÖVP) und Nationalratspräsident[17]

### Söhne und Töchter der Gemeinde
- Franz Mair (1821–1893), Chormeister, Komponist und Gründer des Wiener Schubertbundes
- Franz Legerer (1886–1963), Politiker (ÖVP), Abgeordneter zum Landtag von Niederösterreich